# Pseudosferă
În geometrie o pseudosferă este o suprafață cu curbură gaussiană⁠(d) negativă constantă.
O pseudosferă cu raza R este o suprafață în {\displaystyle \mathbb {R} ^{3}} având curbura {\displaystyle -1/R^{2}} în fiecare punct. Numele său provine din analogia cu sfera de rază R, care este o suprafață cu curbura {\displaystyle 1/R^{2}}. Termenul a fost introdus de Eugenio Beltrami în lucrarea sa din 1868 despre modelele de geometrie hiperbolică.

## Tractricoid

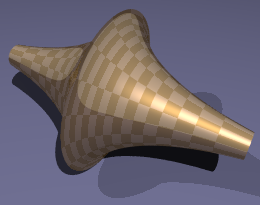
Tractricoid

Aceeași suprafață poate fi descrisă ca rezultat al rotației unei tractrice⁠(d) în jurul asimptotei sale. Din acest motiv pseudosfera se mai numește și tractricoid. De exemplu, jumătate de pseudosferă (cu raza 1) este suprafața de revoluție a tractricei parametrizată de
{\displaystyle t\mapsto \left(t-\tanh {t},\operatorname {sech} \,{t}\right),\quad \quad 0\leq t<\infty .}
Este un spațiu singular (ecuatorul este o singularitate), dar, spre deosebire de singularități, are curbura gaussiană negativă constantă și, prin urmare, este local izometric cu planul hiperbolic.
Denumirea de „pseudosferă” vine de la faptul că este o suprafață bidimensională cu curbura gaussiană negativă constantă, la fel cum o sferă este o suprafață cu curbură gaussiană pozitivă constantă. Așa cum sfera are în fiecare punct geometria curbă a unui dom, pseudosfera are în fiecare punct geometria curbă a unei șei.
Încă din 1693 Christiaan Huygens a descoperit că aria suprafeței pseudosferei și volumul delimitat de ea sunt finite, chiar dacă forma se extinde la infinit de-a lungul axei de rotație. Pentru o rază dată R a ecuatorului, aria este 4πR2 la fel ca pentru sferă, în timp ce volumul este 2/3πR3, adică jumătate din aceea a unei sfere cu aceeași rază.

## Spatiul de acoperire universal

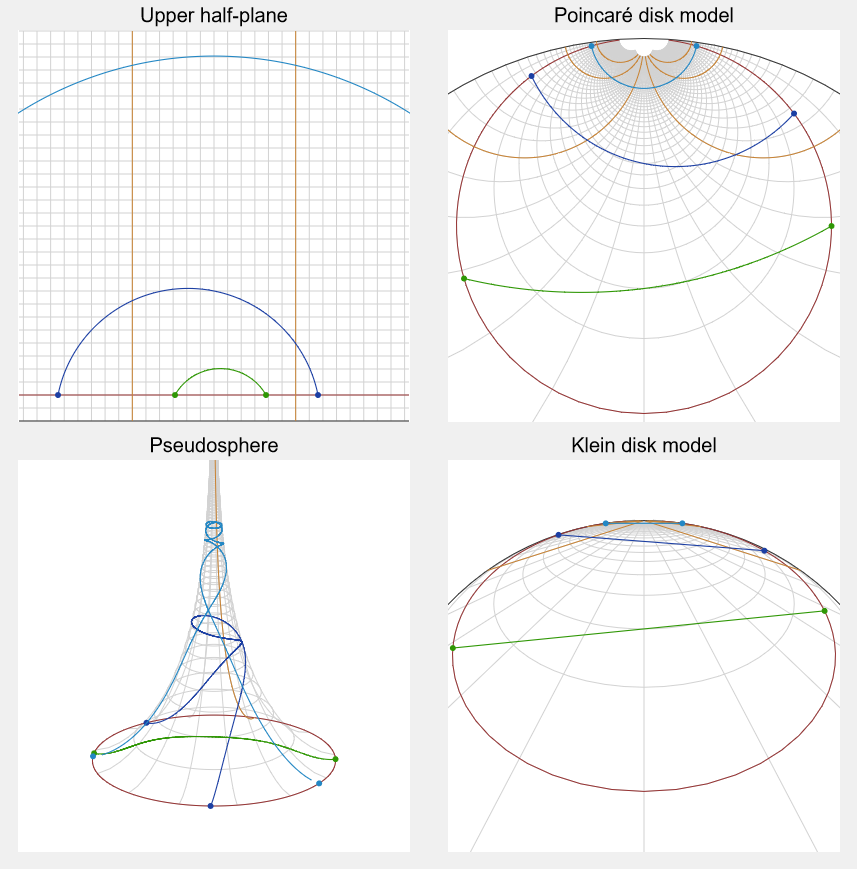
Pseudosfera și relația ei cu alte trei modele de geometrie hiperbolică:, modelul discului Poincaré și

Jumătatea pseudosferei de curbură −1 este acoperită de interiorul unui oriciclu. În modelul semiplanului Poincaré⁠(d) o alegere convenabilă este porțiunea semiplanului cu y ≥ 1. Atunci funcția de acoperire este periodică în direcția x cu perioada 2π și aplică oriciclele y = c pe meridianele pseudosferei și geodezicele verticale x = c pe tractricele care generează pseudosfera. Această aplicare este o izometrie locală, prin urmare prezintă porțiunea y ≥ 1 a semiplanului superior ca spațiul de acoperire⁠(d) universal al pseudosferei. Funcția exactă este
{\displaystyle (x,y)\mapsto {\big (}v(\operatorname {arcosh} y)\cos x,v(\operatorname {arcosh} y)\sin x,u(\operatorname {arcosh} y){\big )}}
unde
{\displaystyle t\mapsto {\big (}u(t)=t-\operatorname {tanh} t,v(t)=\operatorname {sech} t{\big )}}
este parametrizarea tractricei de mai sus.

## Hiperboloid
În unele surse care utilizează modelul hiperboloidului⁠(d) pentru planul hiperbolic, hiperboloidul este denumit „pseudosferă”. Această utilizare a cuvântului se datorează faptului că hiperboloidul poate fi gândit ca o sferă de rază imaginară, încorporat într-un spațiu Minkowski.